# 永井郁子
永井 郁子（ながい いくこ、1955年 - ）は、日本の挿絵画家。寺村輝夫の挿絵を多数担当した事で知られる。

## 来歴
広島県豊田郡本郷町（現:三原市）生まれ。本郷町立本郷中学校、広島県立三原東高等学校卒業。1978年、多摩美術大学油絵科卒業。1979年、『ピノッキオ』（高橋久訳、集英社）で、挿し絵画家としてデビュー。
現在は単に絵本製作のみならず、人形劇や上映会等も各地で自ら率先、童話を媒体とした情操教育に取り組んでいる。

## 寺村輝夫との関係
永井は池袋コミュニティ・カレッジで、寺村が講師をつとめる童話創作入門講座に1986年参加。この時寺村が永井に「童話より絵本を選びなさい」と話した際、永井の絵に注目したのがきっかけとなった。
これまで寺村作品の挿絵は、和歌山静子が多数担当していたが、永井はこれに変わって晩年の寺村作品のシリーズを担当（和歌山はこの頃から『王さまシリーズ』の再版分の描き直しに専念していた）、和歌山と並ぶ寺村のパートナーとして名を馳せた。
寺村との共著において、和歌山は『王さまシリーズ』以外は殆どが単発刊行だったが、永井は全体的にシリーズ物が多い事も特徴である。
『レオくん』からは挿絵にCG（コンピュータグラフィックス）も使用している。
寺村からは「仕事が早い」と誉められ、それを裏付けるかの様に、寺村との共著は50作を超えた。

## 主な作品
寺村は劇中のキャラクターに自分の家族の名前を使う事が多かったが、レオ、マヤイ、ダイマはみな寺村の孫の名である（ダイマは『王さまシリーズ』にも名前が使われている）。マヤイは寺村の愛したアフリカのスワヒリ語で玉子、ダイマは永遠の意味がある。

### 寺村とあかね書房のシリーズ
わかったさんのおかしシリーズ（1987年-1991年）
料理を扱う『こまったさん』シリーズ（挿絵は岡本颯子）が好評だった為、お菓子をテーマに永井の挿絵で始められたもので、寺村と永井の初コンビ作。ちなみに『こまったさん』と同時に『しまったおじさん』シリーズも存在していたが（挿絵:かみやしん、金の星社）、これはあまり長く続かなかった。
1. わかったさんのクッキー
2. わかったさんのシュークリーム
3. わかったさんのドーナツ
4. わかったさんのアップルパイ
5. わかったさんのホットケーキ
6. わかったさんのプリン
7. わかったさんのアイスクリーム
8. わかったさんのショートケーキ
9. わかったさんのクレープ
10. わかったさんのマドレーヌ

わかったさんのあたらしいおかしシリーズ（2024年）
寺村を原案とし、永井が単独で文・挿絵を担当した『わかったさん』の新シリーズ。
1. わかったさんのスイートポテト

かいぞくポケット（1989年-1998年）
まほうつかいのレオくん（1992年-1997年）
1. レオくん空をとぶ
2. レオくんゆめをみる
3. レオくんおばけたいじ
4. レオくんゆきのなか
5. レオくんたちあがる
6. レオくんまほうのかぎ
7. レオくんなぞの花
8. レオくんたたかう
9. レオくんうみのなかへ
10. レオくんいつまでも

わたしまじょですマヤイです（1998年-2001年）
1. マヤイのたんじょうび
2. マヤイのケーキやさん
3. マヤイの花やさん
4. マヤイのおもちゃやさん
5. マヤイのとけいやさん

### 上記以外の寺村作品
ダイマはちび悪魔（理論社）
1. ダイマ海のたたかい（1997年）
2. ダイマなぞのかいがら（1999年）

『なぞのかいがら』では3作目『ダイマふしぎなふえ』の刊行が告知されていたが、結局出版されなかった。
世界名作おはなし絵本（小学館）
寺村の文章だが、発行自体は寺村が亡くなった後のもの。
- しらゆきひめ（2006年）
- ヘンゼルとグレーテル（2007年）

単独刊行
- なんでもとれるスグ・トレル（1988年、国土社）

一作目『なんでもくれるヒネ・クレル』は岡村好文の挿絵。
- 寺村輝夫おはなしプレゼント 2 ムズリさん それからどうした（1994年、講談社） - 他の巻数は寺村輝夫を参照。
- わたし魔女になりたい!（1999年、あかね書房）

コンピュータゲーム
- もと子ちゃんのワンダーキッチン（1993年、味の素） - 味の素マヨネーズの懸賞品、寺村が原案担当

### 永井単独執筆
- ピノキオ（集英社、1979年）

デビュー作。
- どっち、どっち（出版社、年度不明）
- ドラゴンまるのぼうけん（岩崎書店、2003年）

1. ブォォーン!クジラじま
2. かいてい かいぞくむら
3. レストラン ドラゴンまる
4. ひがしのムーンのティンカーベル

### 他の作家の執筆
- にじになったさかな（ビーゲンセン、汐文社、2007年）
- ユカイ海のゆかいななかま

1. かいぞくオンタマがやってくる（山下明生、岩崎書店、2007年）

- こそどろこそべえ（かさいまり、岩崎書店、2007年）